# Barotseland

Barotselands flagga

Barotseland är ett område i Zambia, vid övre Zambezi i den västra delen av landet. Området består av torr savann med betesmark och en del hackbruk i floddalarna. Befolkningen är bantufolk av lozistammen (även kallad rotse, barotse eller marote).

## Historia
Omkring 1650 invandrade bantufolk från Luba- och Lunda-områdena längre i norr till den västra delen av det moderna Zambia. Ett kungadöme känt som Barotseland eller Lozi växte fram. Då barotsehövdingen Lewanika år 1890 bad Storbritannien om skydd från matabelefolket längre söderut blev Barotseland ett brittiskt protektorat. Protektoratet fortsatte existera även sedan Barotseland blivit en del av Nord-Rhodesia 1911. Barotseland hade ett visst självstyre i den brittiska kolonin, och nationalismen har varit stark också sedan Zambia blivit självständigt 1964, med Barotseland som dess västprovins. På 1990-talet växte det fram en nationaliströrelse i området, med krav på återinförande av monarkin och självständighet för Barotseland.